# Estatuto de Venecia (1474)

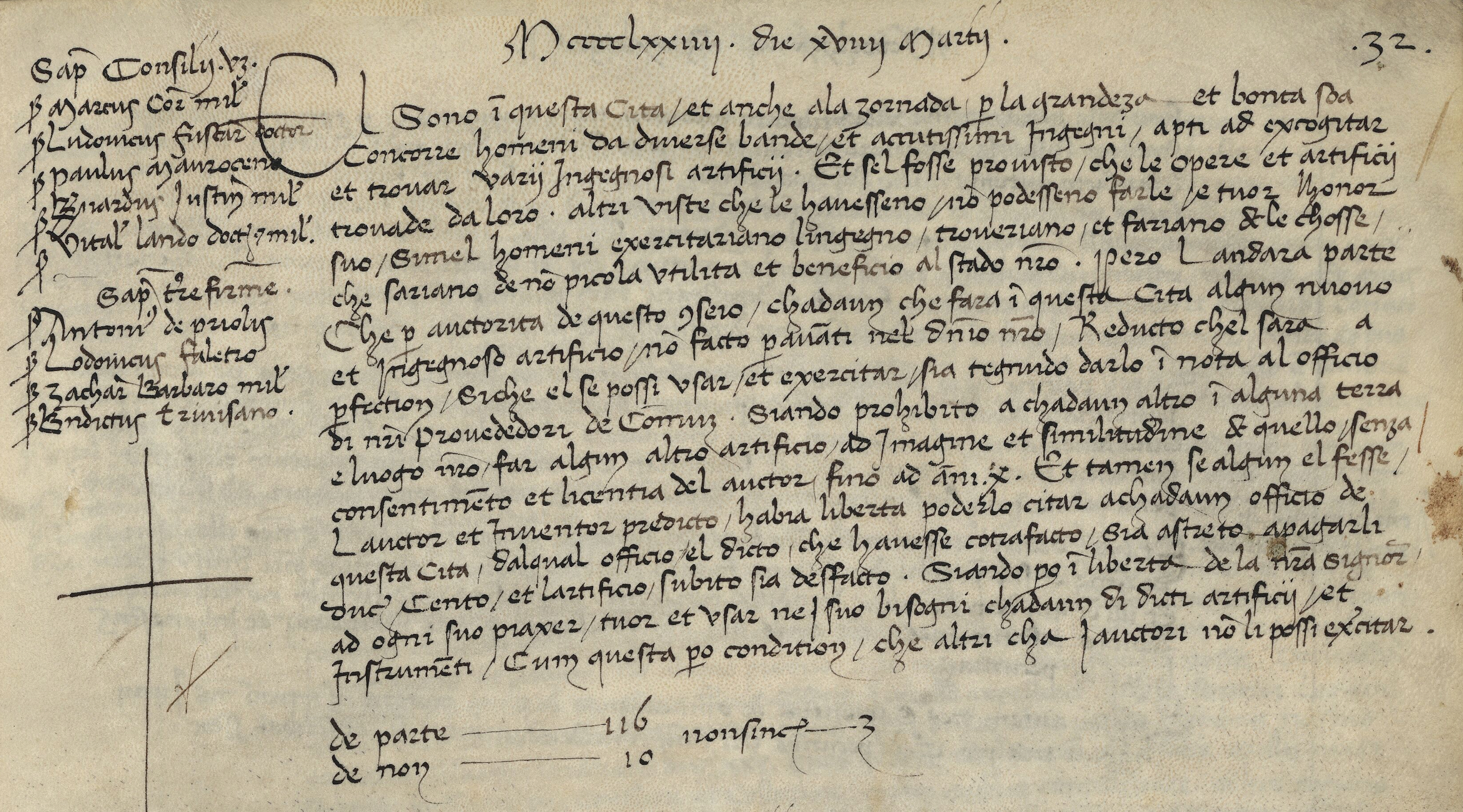
El Estatuto de Patentes de Venecia, promulgado por el Senado de Venecia en 1474, es ampliamente aceptado como la base del primer sistema de patentes del mundo.

El Estatuto de Venecia o Estatuto de Patentes de Venecia del 19 de marzo de 1474, estableció en la República de Venecia el primer sistema de patentes estatutarias en Europa, y puede ser considerado como el primer sistema de patentes codificado del mundo. El Estatuto está escrito en el antiguo dialecto veneciano. Disponía que se podían conceder patentes para «cualquier dispositivo nuevo e ingenioso, no hecho anteriormente», siempre que fuera útil. En general, estos principios siguen siendo los principios básicos del derecho de patentes.

## Importancia
La opinión dominante entre los historiadores y los estudiosos del derecho es que la Ley de Patentes de Venecia proporciona el fundamento jurídico del sistema moderno de patentes. Meshbesher observó: «el impacto de la ley y la práctica de patentes venecianas en la historia del derecho de patentes ha sido estudiado por varios autores y es bien reconocido, de ahí que el primer estatuto de patentes [énfasis del autor] se considere generalmente como el que fue promulgado (sic) en la República de Venecia en 1474».
La traducción más aceptada, del antiguo dialecto veneciano original se reproduce a continuación.

Aquí están en esta ciudad, y también vienen temporalmente por su grandeza y bondad, hombres de diferentes lugares y las mentes más inteligentes, capaces de idear e inventar toda clase de ingenios. Y si se dispusiera que las obras y artilugios inventados por ellos, que otros han visto, no pudieran hacerlos y tomar su honor, hombres de tal clase ejercerían sus mentes, inventarían y harían cosas que serían de no poca utilidad y beneficio para nuestro Estado. Por lo tanto, se decidirá que, por autoridad de este Consejo, cada persona que haga en esta ciudad cualquier nuevo ingenio, no hecho hasta ahora en nuestro dominio, tan pronto como se reduzca a la perfección, para que pueda ser usado y ejercido, lo notificará al oficio de nuestros Proveedores del Común. Queda prohibido a cualquier otro en cualquier territorio y lugar nuestro hacer cualquier otro artificio en la forma y semejanza del mismo, sin el consentimiento y licencia del autor hasta diez años. Y, sin embargo, si alguien lo hace, el mencionado autor e inventor tendrá la libertad de citarlo ante cualquier oficina de esta ciudad, por lo que el mencionado que infrinja será obligado a pagarle la suma de cien ducados y el artificio será inmediatamente destruido. Estando entonces en libertad de nuestro Gobierno a su voluntad de tomar y usar en su necesidad cualquiera de dichos artificios e instrumentos, con esta condición, sin embargo, de que no los ejerzan otros que los autores.

Un destacado especialista en patentes también declaró que «la experiencia internacional en materia de patentes de casi 500 años no ha hecho más que aportar enmiendas o mejoras al sólido núcleo establecido en la Venecia del Renacimiento».
Algunos historiadores cuestionan esta visión dominante y afirman que el Estatuto de Patentes de Venecia de 1474 «funcionó principalmente como una codificación de las costumbres anteriores [y] no introdujo nuevos principios». «Tampoco marcó los comienzos del sistema moderno de patentes». Según Joanna Kostylo, «debería entenderse mejor como un instrumento declaratorio que codifica los principios y costumbres generales existentes de concesión de derechos de patente para las innovaciones en Venecia». En consecuencia, afirma que la importancia del estatuto veneciano radica «en su carácter amplio y general», en el sentido de que intentaba «aplicar normas generales a la concesión de patentes en lugar de otorgar ocasionales favores individuales (gratiae) en respuesta a peticiones individuales». También es significativo que «la legislación se centró en proteger y recompensar a los inventores individuales, en contraste con los monopolios reservados a los grupos organizados (gremios)».
Este punto de vista alternativo es difícil de conciliar con el gran cambio en la actividad de patentes observado después de 1474. Como observó Allan Gomme, antiguo bibliotecario de la Oficina de Patentes del Reino Unido, «existía, entonces, una práctica regular de concesión de patentes en Venecia que comenzó alrededor de 1475...» La opinión mayoritaria sigue siendo que el Estatuto de Patentes de Venecia marcó un momento decisivo y fue, de hecho, la primera base para un sistema de patentes, a pesar de que anteriormente se habían emitido patentes aisladas.

## Estadísticas
Entre 1474 y 1788, el Senado veneciano concedió unas 2000 patentes: 28 entre 1474 y 1500, 593 entre 1500 y 1600, 605 entre 1600 y 1700, y 670 entre 1700 y 1788. Las patentes venecianas fueron concedidas sin pago alguno, «lo que explica su número relativamente alto».
- Filippo Brunelleschi, famoso arquitecto e ingeniero florentino, que reivindicó la propiedad de las técnicas de ingeniería contra «los intereses corporativos y el monopolio de los gremios». En 1421, obtuvo efectivamente una patente para un barco de carga. La República de Florencia le concedió un derecho exclusivo de tres años sobre su invento a cambio de que lo divulgara al público.[3] El barco de carga se hundió en su primer viaje por el río Arno.[10]